# TTV Megacles
TTV Megacles is een Nederlandse tafeltennisclub uit Weert die werd opgericht op 26 juni 1959 als Wit-Zwart. Haar vertegenwoordigende vrouwenteam werd in 1988, 1989 en 1990 landskampioen in de eredivisie. Het won in 1988 en 1990 tevens de nationale beker. De vrouwen van Megacles kwamen in 1988 tot de kwartfinale van de Europa Cup 1, waarin het werd uitgeschakeld door Spartak BS Vlasim uit Tsjechoslowakije (5-1).

## Clubgeschiedenis
Megacles was bij oprichting een afdeling van voetbalvereniging Wit-Zwart '32 en nam oorspronkelijk ook die naam aan. In 1962 fuseerde Wit-Zwart met een handbal- en een tafeltennisclub tot één organisatie, die een nieuwe naam moest krijgen. Uit de inzendingen van een uitgeschreven prijsvraag werd vervolgens democratisch gekozen voor Megacles, een naam die verschillende personen uit de Griekse geschiedenis droegen.
In de eerste bijna twintig jaar van haar bestaan zwierf TTV Megacles rond door Weert, voordat op 16 januari 1978 de intrek werd genomen in gymzaal St. Louis. Daarvoor werkte de club haar wedstrijden af in achtereenvolgens de kantine van textielfabriek Frans Beeren & Zoon, het handboogzaaltje de Treffers bij Vester Vleeshouwers, de gymzaal van de Paters van de Heilige Geest, gymzaal Keent, de aula van het Bisschoppelijk College aan de Wilhelminasingel en de gymzaal van pensionaat St. Louis aan de Emmasingel.
Op 26 juni 2009, op haar vijftigste verjaardag, fuseerde TTV Megacles met Gehandicapten Sport Weert. Ze gingen samen verder onder de naam TTV Megacles. Sindsdien beschikt Megacles over een tak Sporters met een Beperking die uit meer dan 25 personen bestaat. Op 1 augustus 2009 verhuisde TTV Megacles naar een aparte zaal in sportcomplex Aan de Bron in Weert.

## Selectiespelers
Onder meer de volgende spelers speelden minimaal één wedstrijd voor Megacles in de eredivisie:
| - Jasna Bernadic - Marlie Crommentuijn - Patricia de Groot | - Margo Janssen - Willy Neynens-Nies - Emily Noor (1x NK) | - Ria van Rijswijk - Ine Geuns Willems - Mariette Willems |

- NK = Nederlands Kampioen enkelspel

Atletiek: AV Weert · Badminton: BC Stramproy · BC Weert '67 · Basketbal: Aeternitas · BAL · Golf: Golf en Countryclub Crossmoor · Handbal: Rapiditas · Boogschieten: HV Ontspanning Tungelroy · Batavieren-Treffers · Hockey: HV Weert · Korfbal: KV Wertha · Paardensport: Equinus · Roeien: RV Weert · Tafeltennis: TTV Megacles · Tennis: TC Weert Oost · TC Boshoven · TC Altweerterheide · TC Weert · Turnen: Jan van Weert · Voetbal: SV Altweerterheide · Brevendia · RKTVV Crescentia · DESM · SV Laar · MMC Weert · FC ODA · RKSVV · Wilhelmina '08 · Volleybal: VC Boshoven · Stravoc · VC Weert · Waterpolo en zwemmen: ZPC de Rog